# Lễ hội thiết kế Łódź

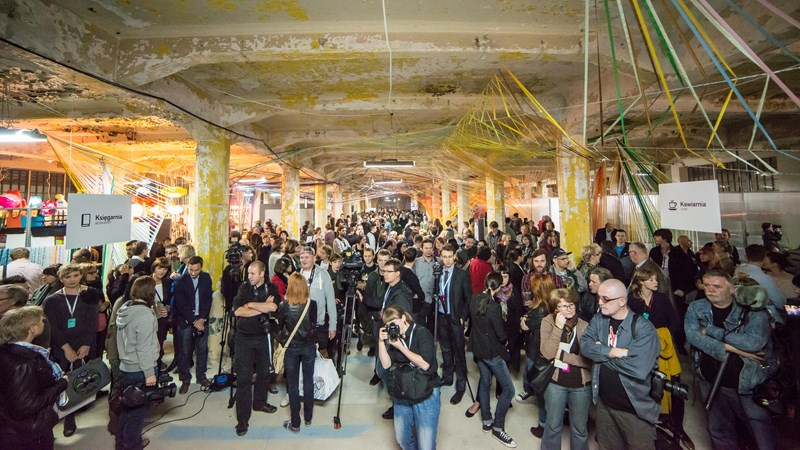
Khai mạc Lễ hội Thiết kế Łódź 2012

Łódź Design Festival (Lễ hội thiết kế Łódź) là một lễ hội thiết kế quốc tế diễn ra từ năm 2007 tại Łódź, Ba Lan. Nó trình bày các khía c ạnh khác nhau của thiết kế bao gồm thiết kế công nghiệp, thiết kế nghệ thuật và thủ công, thiết kế đồ họa, thiết kế kiến trúc, thiết kế dịch vụ và thiết kế thời trang.

## Chương trình
Chương trình lễ hội đã tiếp tục mở rộng khi cuộc đối thoại đang diễn ra với khán giả, để cuối cùng đảm nhận hình dạng hiện tại của nó.
Bây giờ bao gồm:
- Chương trình chính - cốt lõi của lễ hội bao gồm các triển lãm xoay quanh chủ đề hàng năm của lễ hội và có các cách tiếp cận khác nhau để thiết kế.
- make me! - một cuộc thi cho phép các nhà thiết kế bắt đầu thể hiện công việc của họ. Triển lãm sau cuộc thi được trình bày như một phần của lễ hội là một sự phản ánh về việc tìm kiếm một bản sắc thiết kế được theo đuổi bởi các nhà sáng tạo trẻ.
- Giáo dục - một không gian được thiết kế cho các gia đình có trẻ em.
- must have - một cuộc thi và triển lãm nhằm mục đích lựa chọn và thúc đẩy việc triển khai sản phẩm tốt nhất của Ba Lan.
- Chương trình mở - lựa chọn các dự án bên ngoài cho chương trình đi kèm của lễ hội.

## Phủ sóng
Hơn nữa, từ ngày 1 tháng 1 đến ngày 31 tháng 10 năm 2013, mùa giải lần thứ 7 của Łódź Design Festival đã được đề cập hơn 2034 lần trên các phương tiện khác nhau: radio, TV, internet, phương tiện in (nguồn dữ liệu: Dịch vụ báo chí)    Tin tức về Lễ hội thiết kếŁódź đã được trình bày trên các phương tiện truyền thông phổ biến ở Ba Lan, vd Thiết kế Alive, Wallpaper, Eksklusiv, Kikimora, Przekrój, Gazeta Wyborcza, Elle-Trang trí, Architektura-murator, Czas na wnętrze và cũng trong vùng phủ sóng truyền hình Ba Lan chính: Polsat, Tin tức Polsat, TVP Łódź, TVP Kultura, TVN.
Tờ New York Times đã viết blog viết về Łódź Design Festival rằng: "Tháng Mười, tuần lễ thời trang này trùng với Lễ hội Thiết kế Łódź lần thứ tư hàng năm; một trong những người phụ trách của nó la ngôi sao đang lên Oskar Zieta đền từ Wrocław, người thổi phồng kim loại phân trông giống như Mylar bóng bay. " 